# Valentina Szalamaha
Valentina Szalamaha (cirill betűkkelː Валентина Саламаха) (1986. április 23. –) ukrán származású azeri válogatott kézilabdázó, a Bietigheim kapusa.

## Pályafutása

### Klubcsapatokban
Valentina Szalamaha Ukrajnában született, Kropivnickij városában. 2011-ben szerződött Németországba, a Bayer 04 Leverkusen csapatához. Pályára lépett az EHF-kupában és a Bajnokok Ligájában is, 2015-ben pedig a magyar élvonalban szereplő Siófok játékosa lett. Egy szezont követően visszatért Németországba, és a Bietigheim kapusa lett, ahol 2018-ban meghosszabbította szerződését.

### A válogatottban
2010 és 2015 között az azeri válogatott tagja volt.